# Pałac Mienszykowa
Pałac Mienszykowa (ros. Меншиковский дворец) – pałac wzniesiony etapami w latach 1710–1712 i 1713–1727 dla Aleksandra Mienszykowa, pierwszego gubernatora Petersburga i bliskiego współpracownika Piotra I. Zabytek rosyjskiej architektury barokowej.

## Historia
Pałac został wzniesiony na Wyspie Wasylewskiej dla Aleksandra Mienszykowa, jednego z najbardziej zaufanych ludzi cara Piotra I i pierwszego gubernatora Petersburga, według projektu Giovanniego Fontany i Johanna Gottfrieda Schädla. Początkowo był budowlą trójkondygnacyjną z głównym korpusem przylegającym do brzegu Newy oraz dwoma skrzydłami, otaczającymi z dwóch stron dziedziniec. Wokół pałacu urządzono ogród. Skierowany elewacją frontową ku rzece pałac nawiązywał do architektury włoskiej. 
W nieukończonym jeszcze pałacu Mienszykowa odbywały się przyjęcia i bale z udziałem cara Piotra I, gdyż jego Pałac Letni był znacznie skromniejszy i mniej przestronny. W 1710 r. w pałacu odbyło się wesele Anny Iwanowny, bratanicy Piotra i kurlandzkiego księcia Fryderyka Wilhelma Kettlera. Natomiast w 1712 r. w pałacu odbył się ślub i wesele Piotra I i Katarzyny Aleksiejewny.   
W 1727 r. Mienszykow popadł w niełaskę cara Piotra II i został dożywotnio zesłany na Syberię, a jego majątek – skonfiskowany. Pałac na Wyspie Wasylewskiej przeszedł na własność skarbu państwa. Przez pięć lat był siedzibą Kolegium Spraw Zagranicznych. Następnie w budynku rozmieszczono Korpus Szlachecki, od 1800 r. noszący nazwę 1 Korpusu Kadetów. W związku z nowym przeznaczeniem budynku został on rozbudowany o kolejne skrzydło, łączące się ze starszymi obiektami od strony Linii Sjezdowskiej. W latach 1758–1769 wzniesiono jeszcze jeden korpus, ustawiony, podobnie jak najstarszy, na nabrzeżu Newy. W II poł. XIX w. pałac Mienszykowa, pozostając siedzibą 1 Korpusu Kadetów, stał się równocześnie siedzibą Rady Głównego Zarządu Szkół Wojskowych. 
W latach 1917–1918 w obszernych salach pałacu Mienszykowa wielokrotnie odbywały się mityngi rewolucyjne. W czerwcu 1917 r. w budynku obradował I Wszechrosyjski Zjazd Rad. W 1926 r. pałac stał się siedzibą Leningradzkiej Szkoły Wojenno-Politycznej im. Engelsa. W 1965 r. został zaadaptowany na muzeum. Od 1967 r. jest to oddział Ermitażu.

## Architektura
Pałac został wzniesiony w stylu baroku pietrowskiego typowego dla rosyjskiej architektury świeckiej początku XVIII w. Elewacje pałacu zdobione są pilastrami z kapitelami rzeźbionymi w kamieniu. Centralna część pałacu była pierwotnie zwieńczona attyką z ozdobnymi rzeźbami, natomiast boczne ryzality wieńczyły frontony z motywami korony książęcej.